# Atysilla inscita
Atysilla inscita är en skalbaggsart som beskrevs av Louis Albert Péringuey 1904. Atysilla inscita ingår i släktet Atysilla och familjen Melolonthidae. Inga underarter finns listade.